# Ilha Howland

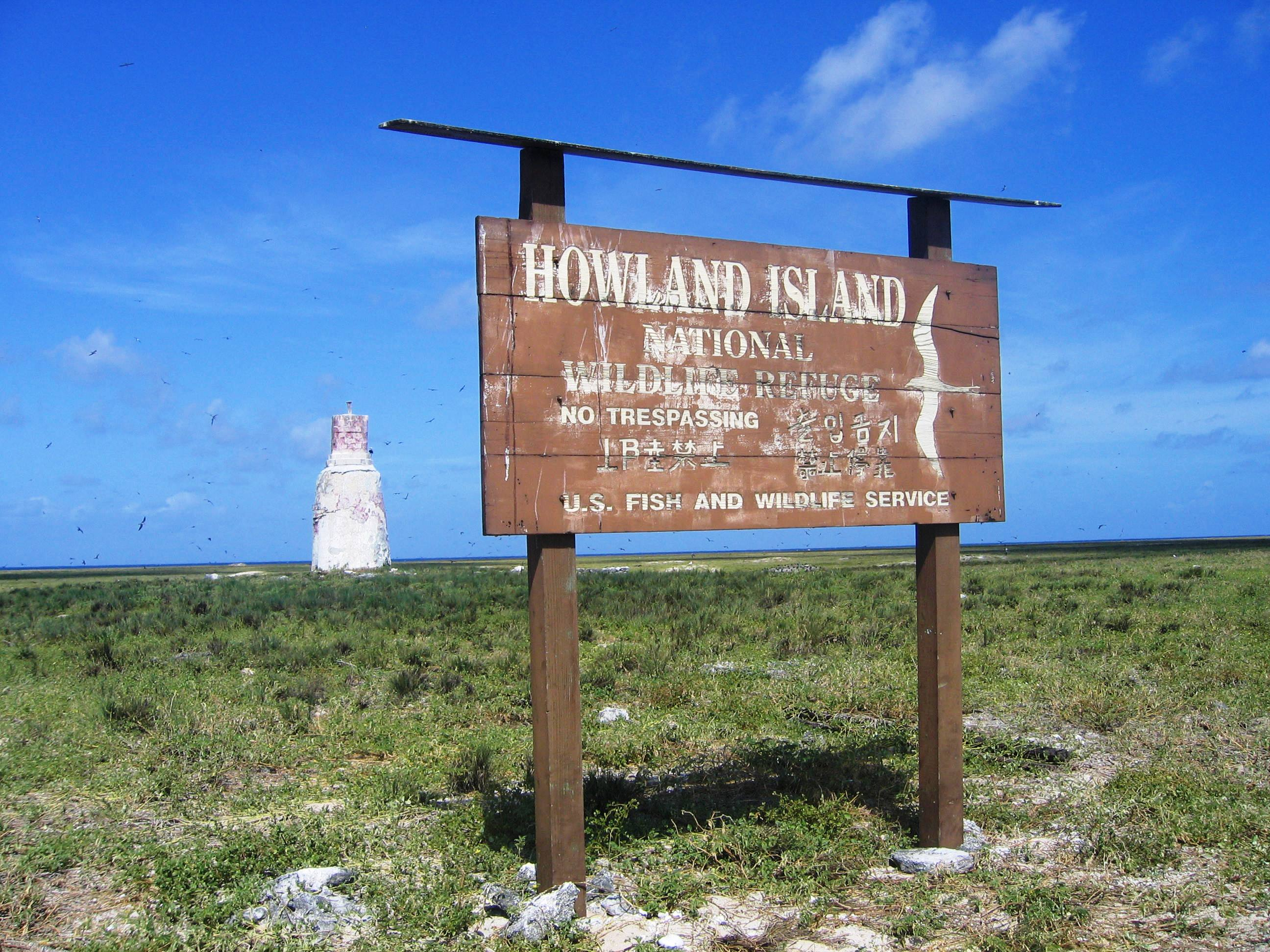
Placa indicatória de refúgio ambiental, e ao fundo o farol abandonado.

A Ilha Howland (em inglês:  Howland Island, pronunciado: [ˈhaʊlənd ˈaɪlənd]) é um atol desabitado situado logo a norte do equador no oceano Pacífico central, nas coordenadas 0º 48' N, 176º 38' W, cerca de 3100 km a sudoeste de Honolulu. Situa-se a cerca de metade do caminho entre o Havai e a Austrália e é um território não incorporado e não organizado dos Estados Unidos. Geograficamente, forma com a Ilha Baker as Ilhas Fénix.
A ilha é presentemente uma reserva nacional de vida selvagem, a "Howland Island National Wildlife Refuge", gerida pelo "U.S. Fish and Wildlife Service" como área insular sob o Departamento do Interior dos Estados Unidos. O "Howland Island National Wildlife Refuge" consiste nos 1,84 km² da ilha e nos 129,80 km² de terra submersa que a rodeiam.
A ilha não tem atividade económica. A sua defesa é responsabilidade dos Estados Unidos e é visitada anualmente pela Guarda Costeira dos Estados Unidos.

## História
Alguns escassos restos de trilhos e outros artefactos indicam uma presença polinésica anterior, mas a ilha estava desabitada quando os Estados Unidos a reclamaram no Guano Islands Act de 1856. Os seus depósitos de guano foram explorados por companhias americanas e britânicas na segunda metade do século XIX.
Em 1935 começou um curto período de colonização com o povoamento rotativo de quatro pessoas do Havai no assentamento de Itascatown.
Iniciaram-se projetos similares nas próximas Ilha Baker e Ilha Jarvis, mas estes foram interrompidos pela Segunda Guerra Mundial e as ilhas foram abandonadas.
A ilha Howland devia ser uma paragem para reabastecimento para a aviadora norte-americana Amelia Earhart e o seu tripulante Fred Noonan no seu voo ao redor do mundo em 1937. Saíram da ilha de Lae, Nova Guiné, mas nunca foram vistos de novo. Por este motivo a ilha Howland também é conhecida como "a ilha que Amelia Earheart nunca alcançou".
O pessoal civil dos Estados Unidos evacuou a ilha em 1942 aquando dos ataques aéreos e navais dos japoneses na Segunda Guerra Mundial. Foi ocupada por pessoal militar dos Estados Unidos, mas estes abandonaram a ilha depois da guerra. O acesso do público é feito mediante  autorização especial do "U.S. Fish and Wildlife Service" e geralmente está limitado a cientistas.